# Коверськ
Коверськ (пол. Kowersk) — село в Польщі, у гміні Бихава Люблінського повіту Люблінського воєводства.
Населення — 105 осіб (2011).
У 1975-1998 роках село належало до Люблінського воєводства.

## Демографія
Демографічна структура станом на 31 березня 2011 року:
|          | Загалом | Допрацездатний вік | Працездатний вік | Постпрацездатний вік |
| -------- | ------- | ------------------ | ---------------- | -------------------- |
| Чоловіки | 54      | 10                 | 35               | 9                    |
| Жінки    | 51      | 10                 | 28               | 13                   |
| Разом    | 105     | 20                 | 63               | 22                   |